# Jean-Michel Monin
Jean-Michel Monin (Argenteuil, Illa de França, 7 de setembre de 1967) va ser un ciclista francès que va destacar en la pista. Del seu palmarès destaca la medalla d'or als Jocs Olímpics d'Atlanta.

## Palmarès en pista
- 1994
  - 1r als Sis dies de Nouméa (amb Jean-Claude Colotti)
- 1995
  -  Campió de França de Madison (amb Éric Magnin)
- 1996
  -  Medalla d'or als Jocs Olímpics d'Atlanta en persecució per equips (amb Chistophe Capelle, Francis Moreau i Philippe Ermenault)
- 1997
  - 1r als Sis dies de Nouméa (amb Christian Pierron)
- 1998
  -  Campió de França de Madison (amb Carlos Da Cruz)

## Palmarès en ruta
- 1992
  - Vencedor d'una etapa del Tour de Loir i Cher